# Селище будинку відпочинку «Озера»
Селище будинку відпочинку «Озера» (рос. Посёлок дома отдыха «Озёра») — селище у Одинцовському районі Московської області Російської Федерації.

## Розташування
Селище Будинку відпочинку «Озера» входить до складу міського поселення Одинцово, розташовано на південь від Одинцова, поруч із Можайським шосе. Найближчі населені пункти Дубки, Одинцово, Губкіно. Найближча залізнична станція Одинцово.

## Населення
Станом на 2010 рік у селі проживало 193 людини.